# Donauhäst
Donauhästen är en hästras som utvecklades i Bulgarien under början av 1900-talet. Donauhästen är en ganska kraftig varmblodshäst och har oftast en ganska oproportionerlig exteriör. Korsningar med engelska fullblod ger en något sportigare häst med mer kvalitet och ridbarhet. Donauhästen är ganska vanlig och används främst som dra- eller körhäst. Donauhästen har starkt släktskap med Plevenhästen och Danubiern. Både Donauhästen och Danubiern har fått sitt namn från floden Donau som i Bulgarien heter Danube. I Bulgarien hålls dessa raser däremot helt skilda.

## Historia
Donauhästen utvecklades i början av 1900-talet på det anrika statsstuteriet Pleven i Bulgariens huvudstad Sofia. Under slutet av 1800-talet och sekelskiftet importerades många hästar från Ungern då framförallt Noniushästar och Gidranaraber. Dessa ingick sedan i ett flertal experiment med olika typer av hästar som utgång. En prototyp till Plevenhästen utvecklades med hjälp av utavel på bland annat engelska fullblod.
Donauhästen var en mycket kraftigare typ och utvecklades genom att man korsade Gidranston med Noniushingstar. Detta av en tyngre drag- och körtyp utan inblandning av fullblod. Donauhästen blev dock aldrig en hästras med någon högre kvalitet och avlades sedan främst av bönderna i Bulgarien, medan de exemplar som fanns kvar på Plevenstuteriet ingick i utvecklingen av Danubierhästen.
Än idag är Donauhästen mycket ovanlig och har främst blivit en häst som avlas av bönder på mindre jordbruk och privata uppfödningar. Genom att korsa Donauhästar med engelska fullblod får man en avkomma av högre kvalitet som är bättre lämpad som ridhäst och inom ridsporten, då främst hoppning. Men någon riktig marknad för fler sporthästar utöver Plevenhästen finns inte i Bulgarien.

## Egenskaper
Donauhästen är en ganska kraftig varmblodshäst som är bäst lämpad som lättare drag- och körhäst men fungerar även som tyngre ridhäst. Rasen är ofta mycket stark och uthållig och har därför blivit mycket populär inom mindre jordbruk där de kan användas både som arbetshäst och transport. Rasen är lugn men med ett ganska energiskt temperament. Mankhöjden ligger ofta runt 154-155 cm och hästarna är oftast mörka färger som svart eller leverfux men kan även vara ljust fux.
Donauhästen är dock ofta drabbad av en oproportionerlig exteriör, mycket på grund av att inget större arbete har lagts på att avla rasen mer selektivt eller systematiskt. Huvudet och benen är ganska smala och tunna i jämförelse med resten av kroppen där bål, hals och bakparti är kraftiga. Huvudet har en rak nosprofil, stora ganascher samt stora och ganska pigga ögon. Halsen är lätt böjd och korset något sluttande. Underarmarna är långa och ofta är underbenen på bakbenen mycket avsmalnande från hasen och neråt. Kotlederna är korta med proportionerliga hovar.